# 二審制
二審制（にしんせい）とは、裁判において確定までに上訴することができる裁判所が1階層あって、裁判の当事者が希望する場合、合計2回までの審理を受けることができる制度をいう。

## 日本
日本では三審制が基本であるが、以下の裁判では二審制となっている。
1. 刑法第2章に規定されている内乱罪に関する訴訟（第一審・高等裁判所→第二審・最高裁判所）
2. 公職選挙法第15章「争訟」に規定されている選挙に関する行政訴訟（第一審・高等裁判所→第二審・最高裁判所）
3. 公職選挙法第25条に規定されている選挙人名簿の登録に関する行政訴訟（第一審・地方裁判所→第二審・最高裁判所）
4. 地方自治法第74条の2に規定されている市町村の条例の制定又は改廃の請求者の署名簿の署名に関する行政訴訟（第一審・地方裁判所→第二審・最高裁判所）
5. 地方自治法第245条の8に規定されている法定受託事務に関する主務大臣による都道府県知事または都道府県知事による市町村長に対する代執行訴訟（第一審・高等裁判所→第二審・最高裁判所）
6. 地方自治法第251条の5ないし8に規定されている国または都道府県の関与に対する訴え及び普通地方公共団体の不作為に対する国または都道府県の訴え（第一審・高等裁判所→第二審・最高裁判所）
7. 特許法第178条に規定されている審決等に対する行政訴訟（第一審・知的財産高等裁判所→第二審・最高裁判所） ※商標、意匠、実用新案についても準用
8. 電波法第96条の2に規定されている総務大臣の処分についての異議申立てのに対する決定の取り消しに関する対する行政訴訟（第一審・東京高等裁判所→第二審・最高裁判所）
9. 鉱業等に係る土地利用の調整手続等に関する法律第96条の2に規定されている公害等調整委員会の裁定、及び、裁定申請却下決定に対する行政訴訟（第一審・東京高等裁判所→第二審・最高裁判所）
10. 日本国憲法の改正手続に関する法律第127条に規定されている国民投票無効の訴訟（第一審・東京高等裁判所→第二審・最高裁判所）
11. 最高裁判所裁判官国民審査法第36条に規定されている審査無効の訴訟及び同法第38条に規定されている罷免無効の訴訟（第一審・東京高等裁判所→第二審・最高裁判所）
12. 弁護士法第16条に規定されている登録拒否等に対する訴訟及び同法第61条に規定されている弁護士の懲戒に関する訴訟（第一審・東京高等裁判所→第二審・最高裁判所）
13. 外国弁護士による法律事務の取扱いに関する特別措置法第62条に規定されている登録拒否等及び懲戒に関する訴訟（第一審・東京高等裁判所→第二審・最高裁判所）
14. 人身保護法に基づく人身保護請求（第一審・高等裁判所または地方裁判所→第二審・最高裁判所※例外的に最高裁判所が第一審かつ終審となる場合がある）

また、三審制の裁判であっても、最高裁判所裁判官の定員がわずか15名と極端に少ない日本では上告理由が著しく制限されており、上告のほとんどは「上告理由にあたらない」として棄却されてしまうため、日本の司法は事実上二審制に等しいと言われることもある
。

### 一審制となっている例
当事者に申立権がない場合
裁判所の決定に対して抗告ができる手続は、当事者に申立権が認められている手続に限られる。すなわち、裁判所の職権発動に委ねられている手続（当事者に申立権はなく、職権発動を促すことしかできない手続）に対しては、抗告ができない。例えば、弁論の分離・併合（民訴法152条）、弁論の再開（民訴法153条）などがこれにあたる。
証拠調べの必要性がないとしてした文書提出命令申立棄却決定の場合
裁判所は、たとえ文書提出義務（民事訴訟法第220条）のある証拠に関する申立てであっても、証拠調べの必要性がないことを理由として申立てを棄却することができる。さらに最高裁判所は2000年、証拠調べの必要性がないことを理由としてした棄却決定に対する抗告を認めないことを判例の傍論として示した。これ以降は判例のみを見ても、「証拠調べの必要性がない」として抗告を認めなかった事例は複数存在する。

## 中華人民共和国
中華人民共和国の裁判所は下から基層人民法院・中級人民法院・高級人民法院・最高人民法院の四階層が存在するが、事件の種類によって裁判が開始される法院の階層が異なり、裁判は二審制である。たとえば基層人民法院から開始される裁判は中級人民法院までで審理が終了し、高級人民法院や最高人民法院へ審理を移すことは認められない。ただし、日本の裁判所ではほとんど認められない再審が中国では広く適用されており、実質的には三審制に近いとも言われている。また、死刑の判決に関わる裁判だけは例外的に三審制が採用されており、裁判自体は中級人民法院から開始されるが、最終的に被告人を死刑とするか否かは最高人民法院の判決を待たなければならないと定められている。

## 中華民国（台湾）
中華民国（台湾）の裁判は基本的に「地方法院（地方裁判所）→高等法院（高等裁判所）→最高法院（最高裁判所）」の三審制であるが、行政訴訟は「高等行政法院→最高行政法院」の二審制である。2012年から一部の行政訴訟については地方法院での審理も可能になったが、その場合は「地方法院→高等行政法院」の二審で審理が終了し、最高行政法院へ審理を移すことは認められていない。